# Wylam
Wylam est un village anglais situé à 16 km à l'ouest de Newcastle upon Tyne dans le comté du Northumberland. En 2011, sa population est de 1 924 habitants.
George Stephenson, pionnier des chemins de fer, est né à Wylam. 

## Source de la traduction
- (en) Cet article est partiellement ou en totalité issu de l’article de Wikipédia en anglais intitulé « Wylam » (voir la liste des auteurs).